# غواصة يو بي-49
يو بي-49 غواصة ألمانية من فئة يو بي3 خدمت في البحرية الإمبراطورية الألمانية خلال الحرب العالمية الأولى. تم تكليفها في البحرية الإمبراطورية الألمانية في 28 يونيو 1917 باسم d, fd-49.